# Heidi Goossens
Pour les articles homonymes, voir Goossens.
Heidi Goossens, née le 13 avril 1969, est une judokate belge qui évolua dans la catégorie des poids mi-légers (-52 kg).

## Palmarès
Heidi Goossens a gagné cinq grands tournois internationaux.

Elle a été cinq fois championne de Belgique senior :
| Chpt de Belgique sénior | Chpt de Belgique sénior | 1987 | 1988 | 1989 | 1990 | 1991 | 1992 | 1993 | 1994 | 1995 | 1996 | 1997 | 1998 | 1999 |
| ----------------------- | ----------------------- | ---- | ---- | ---- | ---- | ---- | ---- | ---- | ---- | ---- | ---- | ---- | ---- | ---- |
| mi-légers               | -52 kg                  | 1er  | 1er  | -    | 2e   | 1er  | 2e   | 1er  | -    | 2e   | -    | 3e   | 2e   | 1er  |